# 小行星10330
小行星10330（10330 Durkheim）是一颗绕太阳运转的小行星，为主小行星带小行星。该小行星于1991年4月8日发现。

## 轨道参数
小行星10330的轨道半长轴为2.5636430 UA，离心率为0.138。